# Give Me Just a Little More Time
«Give Me Just a Little More Time» — песня, изначально написанная в 1969 году американским продюсерским трио Холланд — Дозье — Холланд для Chairmen of the Board. Она стала дебютным синглом данной группы и самым крупным её успехом. В последующие годы песня была неоднократно перепета другими исполнителями, наибольшую известность композиция получила в исполнении Анджелы Клеммонс (в 80-х) и Кайли Миноуг (в 90-х).

## Информация о песне
Дебютный сингл группы Chairmen of the Board, выпущенный в 1970 году. Песня была написана и спродюсирована Брайаном Холландом, Ламонтом Дозье, Эдвардом Холландом младшим и Роном Дунбаром. Из-за неразрешенного судебного разбирательства продюсерского трио Холланд — Дозье — Холланд с их бывшими работодателями Motown, трио подписывалось под псевдонимом «Эдит Уэйн». В песне «Give Me Just a Little More Time» солист группы, Дженерал Джонсон, просит свою бывшую возлюбленную одуматься, дать ему шанс и «ещё немного времени».
По своему звучанию композиция имела много общего с продукцией компании Motown того времени. Эта общность подчёркивалась не только авторством указанного продюсерского трио, но и тем что аккомпанемент записывался штатным коллективом сессионных музыкантов Motown — The Funk Brothers: гитаристы Деннис Коффи, Эдди Уиллис, Рэй Монетт; бас-гитарист Боб Бэббитт; клавишник Джонни Гриффит; ударник Ричард Аллен и перкуссионист Джек Эшфорд.
«Give Me Just a Little More Time» занял третью строчку в чарте Billboard Hot 100, став самым успешным синглом группы Chairmen of the Board, а также первым из четырёх их синглов в Топ-40 чарта США. В сентябре 1970 года песня заняла 3-ю строчку британского чарта, продав к тому времени более миллиона копий в США. Первый альбом группы — «Chairmen of the Board», после успеха сингла был переиздан под названием «Give Me Just a Little More Time».

### Список композиций
| №  | Название                          | Длительность |
| -- | --------------------------------- | ------------ |
| 1. | «Give Me Just a Little More Time» | 2:43         |

| №  | Название                                  | Длительность |
| -- | ----------------------------------------- | ------------ |
| 1. | «Since the Days of Pigtails & Fairytales» | 2:43         |

### Участники записи
| Chairmen of the Board: - Дженерал Джонсон — основной вокал - Дэнни Вудс — вокал - Гаррисон Кеннеди — вокал - Эдди Кастис — вокал | Сессионные музыканты: - Деннис Коффи — гитара - Эдди Уиллис — гитара - Рэй Монетт — гитара - Боб Бэббитт — бас-гитара - Джонни Гриффит — клавишные - Ричард «Пистол» Аллен — клавишные - Джек Эшфорд — перкуссия |

### Позиции в хит-парадах
| Чарт                        | Место |
| --------------------------- | ----- |
| UK Singles Chart            | 3     |
| Billboard Hot 100           | 3     |
| Billboard R&B Singles chart | 8     |
| Sverigetopplistan           | 41    |

## Прочие версии
В 1982 году американская R&B-певица Анджела Клеммонс выпустила новую версию песни, которая расположилась на № 4 в чарте Billboard Hot Dance/Disco.

## Версия Кайли Миноуг
В 1992 году кавер-версия песни была выпущена как третий сингл с альбома Кайли Миноуг «Let’s Get to It». Песня использовалась тогда в рекламе часов Accurist. Песня также была одной из последних, записанных для альбома. Сингл достиг 2-го места в британском чарте, в чём ему помог ориентированный на ночные клубы би-сайд «Do you Dare?».
«Give Me Just a Little More Time» — единственная песня с Let's Get to It, включенная в обширную компиляцию певицы Ultimate Kylie. Би-сайд «Do You Dare?», изначально записанный и выпущенный на виниле в 1991 году Кайли под псевдонимом Angel K, появился в составе её второй части квадрологии ремиксов Greatest Remix Hits и был включен в сет-лист её туров Showgirl: The Greatest Hits Tour, Showgirl: The Homecoming Tour и For You, for Me.

### Список композиций
Здесь представлены основные форматы релиза и трек-листы сингла «Give Me Just a Little More Time».
| №  | Название                                             | Длительность |
| -- | ---------------------------------------------------- | ------------ |
| 1. | «Give Me Just a Little More Time»                    | 3:07         |
| 2. | «Give Me Just a Little More Time» (Extended Version) | 4:33         |
| 3. | «Do You Dare?» (NRG Mix)                             | 7:04         |
| 4. | «Do You Dare?» (New Rave Mix)                        | 6:40         |

| №  | Название                          | Длительность |
| -- | --------------------------------- | ------------ |
| 1. | «Give Me Just a Little More Time» | 3:07         |

| №  | Название                  | Длительность |
| -- | ------------------------- | ------------ |
| 1. | «Do You Dare?» (NRG Edit) | 3:17         |

| №  | Название                                             | Длительность |
| -- | ---------------------------------------------------- | ------------ |
| 1. | «Give Me Just a Little More Time» (Extended Version) | 4:33         |

| №  | Название                      | Длительность |
| -- | ----------------------------- | ------------ |
| 1. | «Do You Dare?» (NRG Edit)     | 7:04         |
| 2. | «Do You Dare?» (New Rave Mix) | 6:40         |

| №  | Название                                             | Длительность |
| -- | ---------------------------------------------------- | ------------ |
| 1. | «Give Me Just a Little More Time»                    | 3:07         |
| 2. | «Give Me Just a Little More Time» (Extended Version) | 4:33         |
| 3. | «Give Me Just a Little More Time» (Instrumental)     | 3:05         |
| 4. | «Give Me Just a Little More Time» (Backing Track)    | 3:06         |
| 5. | «Do You Dare?» (NRG Mix)                             | 7:04         |
| 6. | «Do You Dare?» (New Rave Mix)                        | 6:40         |
| 7. | «Do You Dare?» (Italia 12" Mix)                      | 5:22         |
| 8. | «Do You Dare?» (NRG Edit)                            | 3:17         |
| 9. | «Do You Dare?» (New Rave Instrumental)               | 6:38         |

### Участники записи
| - Кайли Миноуг — вокал - Мириам Стокли — бэк-вокал - Мэй МакКенна — бэк-вокал - Джулиан Джинджелл — клавишные, бэк-вокал | - Майк Сток — клавишные, бас-гитара, микширование и продюсер - Пол Уотерман — аранжировка, ассистент звукооператора и продюсер - Дейв Форд — микширование - Питер Дэй — звукооператор |

### Позиции в хит-парадах
| Чарт (1992)          | Место |
| -------------------- | ----- |
| ARIA Singles Chart   | 24    |
| Ultratop             | 13    |
| UK Singles Chart     | 2     |
| German Singles Chart | 51    |
| Irish Singles Chart  | 6     |
| MegaCharts           | 60    |

## Выступления
Миноуг исполняла песню во время следующих турне:
- Showgirl: The Greatest Hits Tour (Отрывок «Brrr» в номере «Smiley-Kylie Medley»)
- Showgirl: The Homecoming Tour (Отрывок «Brrr» в номере «Everything Taboo Medley»)
- For You, For Me (Отрывок «Brrr» в номере «Everything Taboo Medley»)
- Anti Tour (исполнялась в Лондоне)